# ويزلي دونكان
ويزلي دونكان (بالإنجليزية: Wesley Duncan)‏ هو محامي وسياسي أمريكي، ولد في 1980 في سونورا في الولايات المتحدة. حزبياً، نشط في الحزب الجمهوري. وقد انتخب عضو المجلس النيابي لولاية نيفادا.